# Kuhasaari (ö i Södra Savolax, Pieksämäki)
Kuhasaari är en ö i Finland. Den ligger i sjön Saarijärvi och i kommunen Jockas i den ekonomiska regionen  Pieksämäki ekonomiska region  och landskapet Södra Savolax, i den södra delen av landet, 230 km nordost om huvudstaden Helsingfors. Öns area är 0,2 hektar och dess största längd är 90 meter i sydväst-nordöstlig riktning.